# Tacoma Narrows

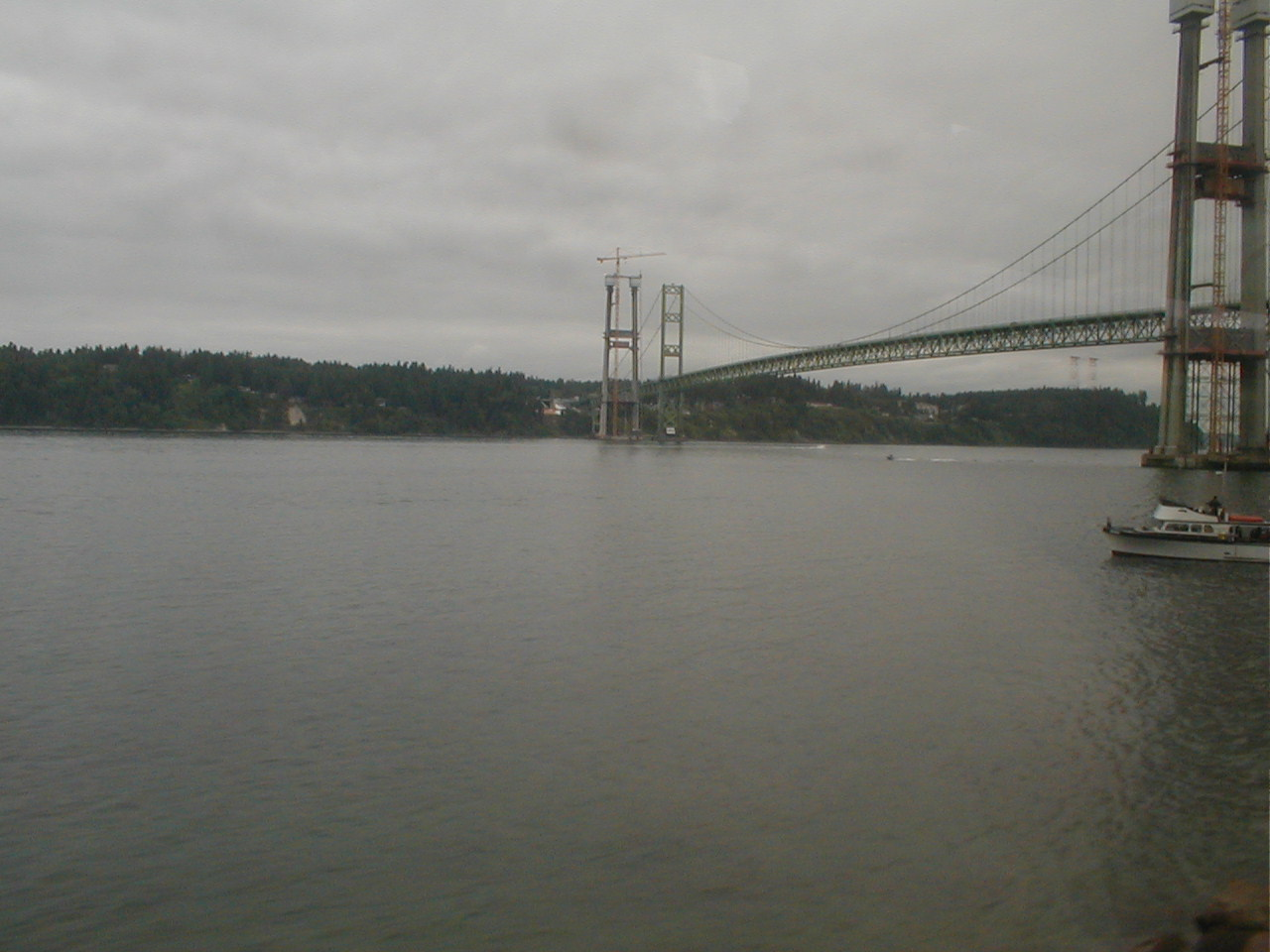
Il canale nei pressi del ponte di Tacoma.

Tacoma Narrows è un canale che fa parte dello stretto di Puget, nello Stato di Washington. È un corso d'acqua navigabile situato tra due formazioni glaciali, e separa la penisola di Kitsap e la città di Tacoma.
Il canale è attraversato dal ponte di Tacoma, costruito nel 1950 per sostituire il ponte precedente, crollato poco dopo la costruzione nel 1940. Tra le macerie del ponte vive la più grande specie di polpo, il polpo gigante del Nordpacifico.
Durante la United States Exploring Expedition, nel 1841, l'esploratore Charles Wilkes diede al canale il nome di Narrows. Il nome è diventato ufficialmente The Narrows nel 1847.